# 김치인
김치인(金致仁, 1716년 ~ 1790년)은 조선 후기의 문신이다. 영조와 정조 때 영의정을 지냈다. 정조와 영조의 총애를 얻었고, 노론 시파 재상으로 활동했다. 본관은 청풍이며, 영의정 김재로의 아들이다. 자는 공서(公恕), 호는 고정(古亭), 시호는 헌숙(憲肅)이다.

## 생애
영조 때 문과에 급제해서 전적, 정언에 이어 문경어사로 나가서 민정을 다스리고, 지평을 거쳐 호남어사로 나갔다가 돌아와 정언이 되고, 겸문학, 부교리, 교리, 좌찬득, 부수찬, 낭청을 거쳐 교리에 이어 승지가 되고, 좌승지, 대사간으로 비국부제조를 겸임하고 대사성, 부제학, 예조참의에 이어 부제학으로 이조참판이 되고, 부제학으로 있다가 경기도관찰사가 되었다. 이후 이조참판이 되었다가 공조판서, 이조판서, 호조판서를 하고 지돈녕부사를 했다. 그리고 이조판서와 형조판서를 했다. 이후 우의정이 되고, 약방도제조를 겸하다가 도제조를 겸하는데 이후 좌의정으로 승진하고 판부사로 물러났다가 우의정으로 도제조를 겸임하며, 내국 도제조로 영조의 신임을 받는데 이후 다시 좌의정으로 승진하고, 도제조를 하다가 판부사로 물러났다. 그러다 다시 약방도제조를 거쳐 영의정의 자리에 오른다. 이후 도제조를 겸하다가 판부사로 다시 물러나지만 이후 다시 영의정이 되지만, 정존겸과 왕에게 상소를 올렸다가 유배를 당했다. 이후 판부사로 있다가 이후 다시 영의정으로 영경연사를 겸하고, 이 때 홍봉한 관련 사건으로 귀양을 가지만, 풀려나서 이후 영중추부사로 있다가 봉조하가 되고, 고부정사와 진주정사로 중국에 다녀와 이후 봉조하가 된다. 이후 정조의 신임을 받아 다시 영의정이 된다. 나중에 영중추부사로 물러난다.

## 같이 보기
- 김치인 선생 묘 - 시흥시 향토유적 제1호